# Paweł Herczyński
Paweł Herczyński – polski dyplomata, od 2022 ambasador Unii Europejskiej w Gruzji.

## Życiorys
Paweł Herczyński w latach 1987–1993 studiował ekonomię w Szkole Głównej Handlowej w Warszawie, gdzie otrzymał tytuł magistra. Kształcił się także w Hiszpanii, Niemczech, Japonii oraz Chinach.
W 1996 rozpoczął pracę w Ministerstwie Spraw Zagranicznych RP. Pełnił między innymi funkcje: zastępcy przedstawiciela Polski przy Komitecie Politycznym NATO w Brukseli (1999–2003), zastępcy dyrektora Departamentu Afryki i Bliskiego Wschodu MSZ (2003–2006), zastępcy dyrektora Departamentu Unii Europejskiej MSZ (2006–2008), zastępcy Stałego Przedstawiciela przy Organizacji Narodów Zjednoczonych w Nowym Jorku (2008–2013), przedstawiciela Polski przy Komitecie Politycznym i Bezpieczeństwa (2013–2017).
W 2017 rozpoczął pracę w strukturach unijnych. Był dyrektorem Departamentu Polityki Bezpieczeństwa i Zapobiegania Konfliktom Europejskiej Służby Działań Zewnętrznych (2017), a także dyrektora ds. polityki bezpieczeństwa i obrony oraz reagowania kryzysowego ESDZ (2019–2022). We wrześniu 2022 objął stanowisko ambasadora Unii Europejskiej w Gruzji.
Posługuje się językami: angielskim, hiszpańskim, niemieckim, francuskim i rosyjskim.